# داء الفيل الصفني

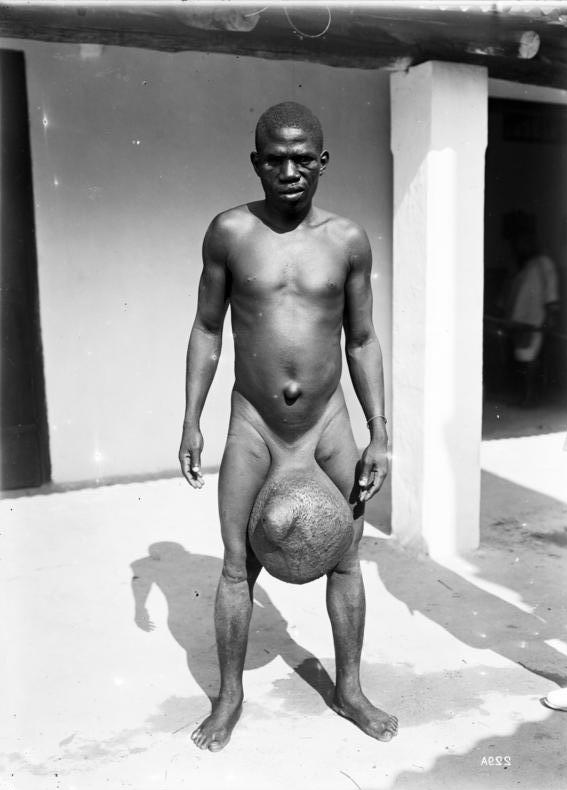
بانسداد الجهاز اللمفاوي، يتراكم السائل اللمفاوي في كيس الصفن مسبباً تضخمه كما في الصورة المأخوذة في تنزانيا (شرق أفريقيا) حوالي عام 1906-1918م.

داء الفيل الصفني (بالإنجليزية: Chyloderma)‏ هو تورم في كيس الصفن نتيجة انسداد ليمفاوي مزمن. قد يكون هذا الانسداد بسبب ديدان أسطوانية (بالإنجليزية: النيماتودا)‏ مثل طفيليات فخرية بنكروفتية (بالإنجليزية: Wuchereria bancrofti)‏.
تُعرف هذه الحالة أيضا باسم الصفن اللمفاوي (بالإنجليزية: lymphscrotum)‏ أو صفن الفيل (بالإنجليزية: elephantiasis scroti)‏.

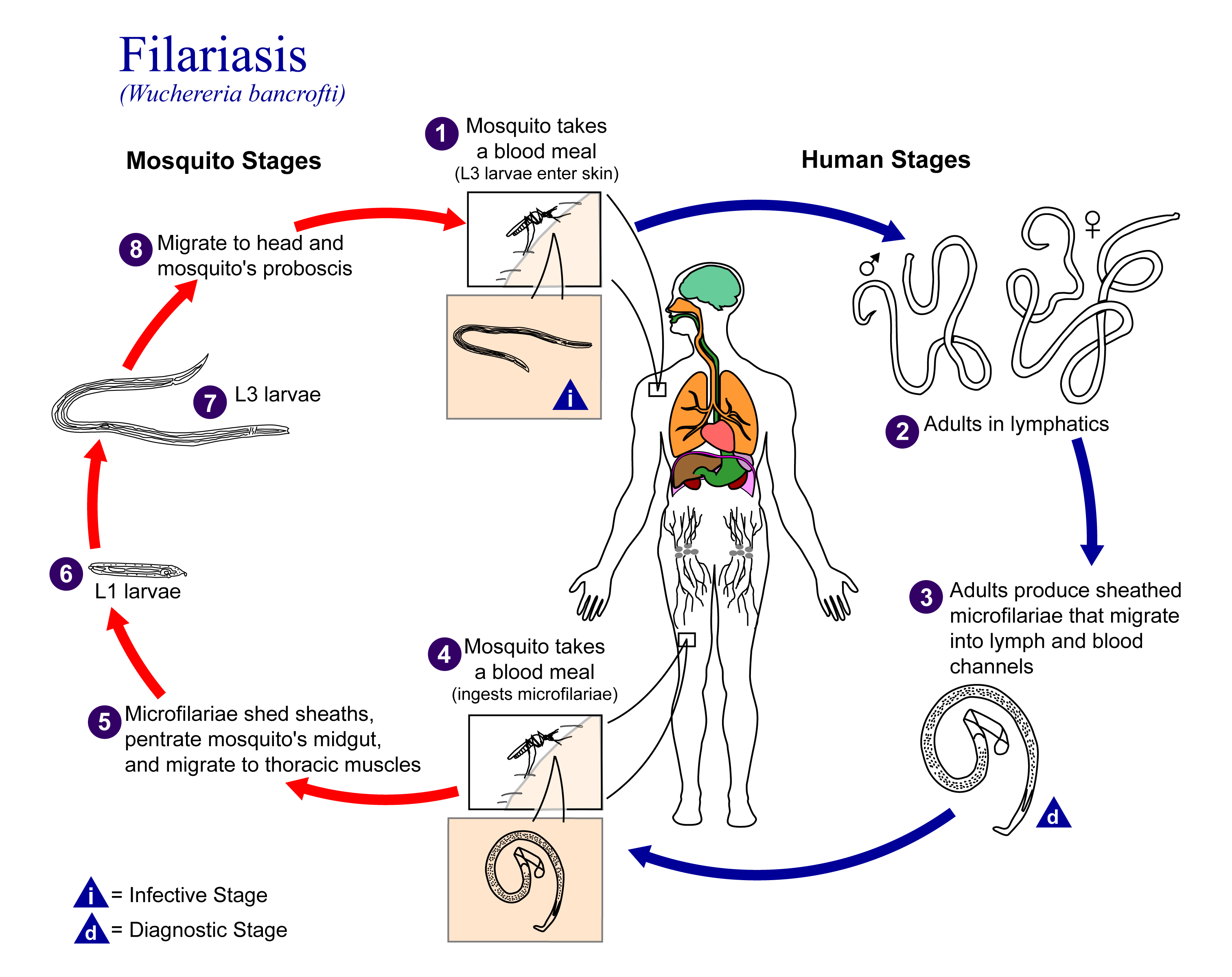
دورة حياة طفيليات فخرية بنكروفتية، الطفيلي الذي يسبب داء «الفيلاريات اللمفية» lymphatic filariasis